# 2014 Vasilevskis
2014 Vasilevskis eller 1973 JA är en asteroid i huvudbältet som upptäcktes den 2 maj 1973 av den amerikanske astronomen Arnold R. Klemola vid Lick observatoriet. Den har fått sitt namn efter Stanislavs Vasilevskis.
Asteroiden har en diameter på ungefär 9 kilometer.